# Miastko
Miastko (Duits: Rummelsburg) is een stad in het Poolse woiwodschap Pommeren, gelegen in de powiat Bytowski. De oppervlakte bedraagt 5,68 km², het inwonertal 11.123 (2005).

## Verkeer en vervoer
- Station Miastko